# خضر سلامه
خضر سلامه (عربی: خضر جهاد سلامة؛ زادهٔ ۴ دسامبر ۱۹۸۴) بازیکن فوتبال اهل لبنان است.
از باشگاه‌هایی که در آن بازی کرده‌است می‌توان به باشگاه ورزشی صفا اشاره کرد.
وی همچنین در تیم ملی فوتبال لبنان بازی کرده‌است.